# Aulaconotus grammopterus
Aulaconotus grammopterus är en skalbaggsart som beskrevs av Stefan von Breuning 1940. Aulaconotus grammopterus ingår i släktet Aulaconotus och familjen långhorningar. Inga underarter finns listade.